# Fijnstreepspecht
De fijnstreepspecht (Campethera taeniolaema) is een vogel uit het geslacht Campethera van de familie spechten (Picidae).

## Verspreiding en leefgebied
Deze soort komt voor van Congo-Kinshasa tot in Rwanda en Burundi. Er zijn twee ondersoorten:
- C. t. taeniolaema: van het uiterste oosten van Congo en Oeganda tot in het bergland van westelijk Kenia, westelijk Tanzania en Rwanda en Burundi
- C. t. hausburgi: in oostelijk en Midden-Kenya en het noorden van Tanzania.